# 齊思鈞
齊思鈞（1994年4月13日—），本名齊岱澤，中國男主持人、演員，畢業於中國傳媒大學播音主持專業。

## 簡歷
2014年，主持新聞評論類節目《主播新鮮看》，2015年，作为常驻青年代表參加CCTV-1节目《開講啦》。
2016年簽約芒果娛樂，成為湖南娱乐频道電視節目主持人。
2017年，在芒果tv《明星大偵探第三季》第一期擔任npc角色甄紅，開始為觀眾所認識。
2018年，作為李聖傑的音樂合夥人參加湖南衛視《歌手2018》。
2019年，主持芒果tv明星訪談節目《甜蜜的任務》，同年參加《密室大逃脫大神版》和《名偵探學院》，以本名齊岱澤参加《中央广播电视总台2019主持人大赛》，入选文艺类全国30强.
2020年，參加《名偵探學院第二季》，《密室大逃脫第二季大神版》，《名偵探學院第三季》，並在bilibili主持聲音演員競技節目《我是特優聲》。
2021年榮獲2020年度湖南广播电视台年度新人獎，同年以「衝浪小助理」的身份與「見證人」秦昊主持芒果TV《乘風破浪的姐姐第二季》，參加牛氣滿滿的哥哥節目錄製。同年，加入《天天向上》參與錄制。
2022年，主持湖南衛視周五黃金檔的《春天花會開》，在芒果TV《乘風破浪》第三季及《披荊斬棘》第二季擔任主持人。
2023年，繼續為《乘風2023》及《披荊斬棘》第三季擔任主持人。
2024年，继续担任《乘风2024》、《披荆斩棘2024》、《下一战，歌手》主持人。

## 綜藝節目

### 常駐綜藝節目
| 播出日期                       | 節目                       | 播出平台             | 集數                 | 備註             |
| 2014年                         | 《主播新鮮看》             | 雲南衛視             |                      | 主持人           |
| 2015年                         | 《開講啦》                 | 中央電視台綜合頻道   |                      | 常駐青年代表     |
| 2015年                         | 《七點資訊》               | 優酷                 |                      | 主持人           |
| 2015年                         | 《味蕾敢旅行》             | 旅遊衛視             | 全集                 | 嘉賓             |
| 2016年                         | 《Hello!女神》             | 熊貓TV、騰訊視頻     |                      | 主持人           |
| 2016年                         | 《我是大贏家》             | 湖南娛樂頻道         |                      | 主持人           |
| 2016年                         | 《娱乐急先锋》             | 湖南娛樂頻道         |                      | 主持人           |
| 2017年                         | 《志在必得》               | 湖南娛樂頻道         |                      | 主持人           |
| 2018年                         | 《三寶大戰諸葛亮》         | 芒果TV               |                      | 皇牌出題官       |
| 2019年                         | 《甜蜜的任務》             | 芒果TV               |                      | 主持人           |
| 2019年4月15日－2019年6月24日   | 《密室大逃脫第一季大神版》 | 芒果TV               | 第3-6、11-13期       | 玩家             |
| 2019年11月1日－2020年1月10日   | 《明星大偵探第五季》       | 芒果TV               | SP、第5-6、9案       | 偵探助理、npc    |
| 2019年11月3日－2020年2月23日   | 《名偵探學院第一季》       | 芒果TV               | 全集                 | 常駐學員         |
| 2020年4月9日－2020年7月16日    | 《名偵探學院第二季》       | 芒果TV               | 全集（除1、4）       | 常駐學員         |
| 2020年4月29日 -                | 《我是大美人》             | 湖南衛視             |                      | 主持人           |
| 2020年7月29日－2020年9月23日   | 《密室大逃脫第二季大神版》 | 芒果TV               | 第1、5-6、9-13期     | 玩家             |
| 2020年9月2日-2020年10月7日     | 《無回之城》               | 騰訊視頻             | 全集                 | 玩家             |
| 2020年11月5日－2021年2月18日   | 《名偵探學院第三季》       | 芒果TV               | 全集                 | 常駐學員         |
| 2020年12月19日－2021年2月22日  | 《我是特優聲》             | Bilibili             | 全集                 | 主持人           |
| 2021年1月23日－2021年4月9日    | 《姐姐解解壓》             | 芒果TV               | 全集                 | 齊店長           |
| 2021年2月19日－2021年4月9日    | 《乘风破浪的姐姐第二季》   | 芒果TV、湖南衛視     | 第4-13期             | 衝浪小助理       |
| 2021年4月15日－2021年8月4日    | 《名偵探學院第四季》       | 芒果TV               | 全集                 | 常駐學員         |
| 2021年5月6日－2021年8月5日     | 《密室大逃脫第三季大神版》 | 芒果TV               | 全集                 | 玩家             |
| 2021年6月21日－2021年9月13日   | 《撲通撲通的心》           | 芒果TV、湖南國際頻道 | 第1-5, 9-12期        | 學員             |
| 2021年7月17日－2021年10月2日   | 《牛氣滿滿的哥哥》         | 湖南衛視             | 全集                 | 小哥隊成員       |
| 2021年7月30日－2021年10月9日   | 《Yes or No》              | 芒果TV               | 全集                 | 玩家             |
| 2021年8月13日－2021年10月27日  | 《哥哥的少年時代》         | 芒果TV               | 全集                 | 主持人           |
| 2021年9月23日－2021年11月25日  | 《屋檐之夏》               | Bilibili、東方衛視   | 全集                 | 觀察員           |
| 2021年10月20日－2022年1月12日  | 《設計理想家》             | 芒果TV               | 全集                 | 主持人           |
| 2021年11月1日－ 2022年1月10日  | 《我的家鄉好美》           | 芒果TV               | 先導片、1-2、7-10    | 探美團成員       |
| 2021年11月14日－2022年10月6日  | 《天天向上》               | 湖南衛視             |                      | 主持人           |
| 2021年11月25日－2022年2月18日  | 《名偵探學院》第五季       | 芒果TV               | 全集                 | 常駐學員         |
| 2022年2月2日－2022年5月8日     | 《大偵探》第七季           | 芒果TV               | 合議庭、名偵探俱樂部 | 偵探助理、主持人 |
| 2022年2月4日－2022年3月12日    | 《Yes or No 第二季》       | 芒果TV               | 全集                 | 玩家             |
| 2022年3月11日－2022年6月10日   | 《春天花會開》             | 湖南衛視             | 全集                 | 主持人           |
| 2022年3月20日－2022年6月16日   | 《初入職場的我們·法醫季》  | 芒果TV               | 全集 [除入職篇(上)]  | 考核助力團       |
| 2022年6月3日－2022年8月5日     | 《乘風破浪(第三季)》       | 芒果TV               | 第3-12期             | 主持人           |
| 2022年8月19日－2022年11月4日   | 《披荊斬棘》第二季         | 芒果TV               | 全集                 | 滾燙主持人       |
| 2022年12月22日－2023年3月22日  | 《名偵探學院》第六季       | 芒果TV               | 全集                 | 常駐學員         |
| 2023年1月12日－2023年4月16日   | 《大偵探》第八季           | 芒果TV               | 合議庭、名偵探俱樂部 | 偵探助理、主持人 |
| 2023年2月24日－2023年4月22日   | 《我想和你唱》第四季       | 湖南衛視             | 全集                 | 主持人           |
| 2023年5月13日－2023年7月21日   | 《乘風2023》               | 芒果TV               | 第2-12期             | 主持人           |
| 2023年6月25日－2023年7月30日   | 《跳進地理書的旅行》第一季 | 芒果TV               | 全集                 | 嘉賓             |
| 2023年6月30日－2023年7月5日    | 《強國青年說》             | 騰訊新聞             | 全集                 | 主持人           |
| 2023年7月20日－2023年10月12日  | 《初入職場．法醫季2》      | 芒果TV               | 全集                 | 助力團成員       |
| 2023年8月25日－2023年11月10日  | 《披荊斬棘》第三季         | 芒果TV               | 全集                 | 滾燙主持人       |
| 2023年12月31日－2024年3月4日   | 《跳進地理書的旅行》第二季 | 芒果TV               | 全集                 | 嘉賓             |
| 2024年1月26日-2024年4月19日    | 《我想和你唱》第五季       | 芒果TV               | 全集                 | 主持人           |
| 2024年4月19日-2024年7月5日     | 《乘風2024》               | 芒果TV               |                      | 主持人           |
| 2024年5月14日-2024年8月14日    | 《魔方新世界》             | 芒果TV               |                      | 嘉賓             |
| 2024年6月30日-2024年9月23日    | 《YES OR NO 第三季》       | 芒果TV               | 全集                 | 嘉賓             |
| 2024年7月8日－2024年9月25日    | 《初入职场·机长季》        | 芒果TV               |                      | 飞友团           |
| 2024年7月26日－2024年10月2日   | 《披荊斬棘》第四季         | 芒果TV               | 全集                 | 主持人           |
| 2024年8月30日 - 2024年11月22日 | 《下一战 歌手》            | 芒果TV、湖南衛視     | 全集                 | 主持人           |
| 2024年9月15日 - 2024年9月30日  | 《青年答案之书》           | 芒果TV               | 全集                 | 主持人           |
| 2024年11月30日 - 2025年3月1日  | 《我家那小子·好好生活季》  | 芒果TV、湖南衛視     | 全集                 | 主持人、观察员   |
| 2025年3月21日-2025年6月7日     | 《乘風2025》               | 芒果TV               |                      | 主持人           |

### 非常駐綜藝節目
| 播出日期                      | 節目                   | 播出平台               | 集數               | 備註                   |
| 2016年                        | 《遠方的家》           | 中央電視台中文國際頻道 | 長城內外(174)(175) | 實習記者               |
| 2016年                        | 《遠方的家》           | 中央電視台中文國際頻道 | 暑假去遊學(11)(12) | 學生                   |
| 2017年7月4日                  | 《周一見》             | 騰訊視頻、芒果TV       | 第三季第10期       | 代班主持               |
| 2017年7月18日                 | 《超次元偶像》         | 優酷                   | 第6期              | 嘉賓                   |
| 2017年11月3日                 | 《明星大偵探第三季》   | 芒果TV                 | 第1期              | npc甄紅                |
| 2018年1月                     | 《歌手2018》           | 湖南衛視               |                    | 李聖傑的音樂合夥人     |
| 2019年11月9日                 | 《主持人大賽》         | 中央電視台綜合頻道     |                    | 文藝類1號選手          |
| 2020年2月                     | 《聲臨其境 (第三季)》  | 湖南衛視               |                    | 新聲班成員             |
| 2020年6月27日                 | 《創造營2020》         | 騰訊視頻               | 第9期（上）        | 主持人                 |
| 2020年12月18日                | 《明星大偵探第六季》   | 芒果TV                 | SP                 | 齊練習                 |
| 2021年2月13日、3月6日         | 《我是穿搭王》         | 虎牙直播               |                    | 助力官                 |
| 2021年5月12日                 | 《我的小尾巴》         | 愛奇藝                 | 第8期              | 成長見證官             |
| 2021年6月25日                 | 《嚮往的生活第五季》   | 湖南衛視               | 第10期             | 嘉賓                   |
| 2021年8月12日、2021年10月29日 | 《披荊斬棘的哥哥》     | 芒果TV                 | 1-2、12            | 主持團成員、決賽主持人 |
| 2021年10月30日                | 《我的音樂你聽嗎》     | Bilibili               | 第10期（上）（下） | 總決賽主持人           |
| 2021年12月17日                | 《未來新世界》         | 騰訊視頻               | 第5期              | 嘉賓                   |
| 2021年12月17日、12月24日      | 《雲上的小店》         | 湖南衛視               | 第8期和第9期       | 嘉賓                   |
| 2022年4月15-16、22日          | 《歡迎來到蘑菇屋》     | 芒果TV                 | 第3-5期            | 嘉賓                   |
| 2022年8月14日                 | 《100道光芒》          | 湖南衛視               | 第3期              | 光芒學長               |
| 2022年8月31日                 | 《這十年．追光者》     | 芒果TV、湖南衛視       | 第5期              | 追光探尋員             |
| 2022年9月14、21日             | 《芒探來了之星坐標》   | 芒果TV                 | 第11期             | 青春交流官             |
| 2022年10月2日、11月5、12日    | 《我是特優聲．劇團季》 | Bilibili               | 第4、9-10期        | 特邀主持人             |
| 2023年3月24日                 | 《百川高校聲》         | 抖音                   | 總決賽             | 主持人                 |
| 2023年6月28日、7月5日         | 《密室大逃脫5大神版》  | 芒果TV                 | 第3-4，9-10期      | 玩家                   |

## 晚會
| 播出日期       | 節目                                                                      | 備註                               |
| 2020年2月8日   | 《湖南衛視元宵一家親》                                                    | 合唱《驕傲的少年》                 |
| 2020年12月31日 | 《2020-2021湖南衛視跨年演唱會》                                           | 主持人、合唱《想見你想見你想見你》 |
| 2021年1月1日   | 湖南衛視《破曉2021》                                                      | 主持人                             |
| 2021年4月18日  | 《云裳晓芒之夜》                                                          | 主持人                             |
| 2021年6月17日  | 《密室大逃脫》特別企劃（京東618京奇探秘夜)                                | 合唱《對面的朋友看過來》           |
| 2021年10月1日  | 《稻花香裡說豐年》                                                        | 主持人                             |
| 2021年10月6日  | 芒果tv《小芒種花夜》                                                      | 主持人                             |
| 2021年10月23日 | 咪咕音樂《來電之夜》                                                      | 主持人                             |
| 2021年10月31日 | 《披荊斬棘海爾之夜》                                                      | 主持人                             |
| 2021年12月31日 | 《2021-2022湖南衛視跨年演唱會》                                           | 主持人、演講《2021，少年》         |
| 2022年1月10日  | 《小芒年貨節》                                                            | 主持人、合唱《慶祝》               |
| 2022年1月26日  | 《湖南衛視春節聯歡晚會》                                                  | 主持人                             |
| 2022年1月30日  | 《知乎答案奇遇夜》                                                        | 主持人                             |
| 2022年2月2日   | 《中國夢．我的夢2022網絡視聽年度盛典》                                    | 芒果tv主持人                       |
| 2022年2月15日  | 《湖南衛視元宵喜樂會》                                                    | 主持人                             |
| 2022年9月10日  | 《湖南衛視中秋之夜》                                                      | 主持人                             |
| 2022年10月14日 | 《這十年．追光之夜》                                                      | 主持人                             |
| 2022年11月19日 | 《首屆湖南旅遊發展大會開幕式暨文化旅遊推介會》                            | 主持人                             |
| 2022年12月31日 | 《2022-2023湖南衛視跨年演唱會》                                           | 主持人                             |
| 2023年1月8日   | 《小芒年禮節》                                                            | 主持人                             |
| 2023年1月8日   | 《2022抖音直播年度嘉年華—與你星塵》                                       | 主持人                             |
| 2023年1月17日  | 《湖南衛視芒果TV春節聯歡晚會》                                            | 主持人                             |
| 2023年1月22日  | 《四海同春2023全球華僑華人春節大聯歡》                                    | 主持人                             |
| 2023年2月6日   | 《湖南衛視芒果TV元宵喜樂會》                                              | 主持人                             |
| 2023年3月4日   | 《2023年春季全國中小學消防安全公開課》                                    | 主持人                             |
| 2023年3月5日   | 《新時代新雷鋒 - 紀念毛澤東等老一輩革命家為雷鋒同志題詞六十周年文藝晚會》 | 主持人                             |
| 2023年6月8日   | 《抖音電影奇遇夜》                                                        | 主持人                             |
| 2023年7月16日  | 《馬欄山芒果節不設限畢業禮》                                              | 主持人                             |
| 2023年12月28日 | 《美好惊喜夜》                                                            | 主持人                             |
| 2023年12月31日 | 《2023-2024湖南卫视芒果TV跨年晚会》                                       | 主持人                             |
| 2024年1月18日  | 《芒果2024年礼节》                                                        | 主持人、合唱                       |
| 2024年2月3日   | 《2024湖南卫视芒果TV春节联欢晚会》                                        | 主持人                             |
| 2024年2月5日   | 《古韵新风2024华彩传承晚会》                                              | 主持人                             |
| 2024年2月24日  | 《湖南卫视元宵喜乐会》                                                    | 主持人                             |
| 2024年3月20日  | 《淘宝红人之夜》                                                          | 主持人                             |
| 2024年4月24日  | 《保时捷品牌之夜》                                                        | 主持人                             |
| 2024年4月27日  | 《虎牙直播星盛典非凡之夜》                                                | 主持人                             |
| 2024年5月15日  | 《四季惊喜夜》                                                            | 主持人                             |
| 2024年5月18日  | 《无限X巡回演唱会-成都站》                                                | 主持人                             |
| 2024年6月10日  | 《仲夏毕业歌会》                                                          | 主持人                             |
| 2024年7月13日  | 《无限宠AI青春芒果夜》                                                    | 主持人、合唱                       |
| 2024年9月15日  | 《无限X巡回演唱会-北京站》                                                | 主持人、合唱                       |
| 2024年9月25日  | 《微博音乐盛典》                                                          | 主持人                             |
| 2024年11月5日  | 《微博视界大会》                                                          | 主持人                             |
| 2024年11月10日 | 《双11疯狂好六夜》                                                        | 主持人                             |
| 2024年11月21日 | 《声在中国新声未来音乐会》                                                | 主持人                             |
| 2024年12月14日 | 《无限X巡回演唱会-南昌站》                                                | 主持人、合唱                       |
| 2024年12月28日 | 《抖音美好惊喜夜》                                                        | 主持人                             |
| 2024年12月17日 | 《看见音乐计划年度盛典》                                                  | 主持人                             |
| 2024年12月31日 | 《2024-2025湖南卫视芒果TV跨年晚会》                                       | 主持人、合唱                       |

## 演出作品
| 開播日期       | 作品             | 角色   |
| 2018年1月6日   | 《大城小爱》     | 莫小松 |
| 2020年10月17日 | 《我凭本事单身》 | 黄子昂 |

## 音樂作品
| 發表日期       | 曲目                        | 演唱者 | 參與部分    | 備註                               |
| 2020年6月      | NO.1——南波萬                | 蒲熠星、唐九洲、周峻緯、齊思鈞、郭文韜、邵明明、石凱                                                                                      | 演唱 &作詞  | 《名侦探学院》第二季至第四季主题曲 |
| 2021年12月     | 寶藏就是你                  | 蒲熠星、郭文韜、齊思鈞、石凱、龐博、楊迪                                                                                                  | 演唱        | 《名偵探學院》第五季主題曲         |
| 2022年2月      | 冬奧一家人 (群星版)         | 李谷一/汪正正/伊丽媛/齊思鈞/皓天/乌兰图雅/云飞/周澎/韩旭/刘桐/谢宜含/向旻琦/黎冰冰/武装/青格/好弟/王不丢/刘佳宝/陈振邦/刘歆迪/何澔然/刘畅 | 演唱        | 《冬奧一家人》主题曲               |
| 2022年3月      | 芒卡 （页面存档备份，存于） | 魔動閃霸、齊思鈞 | 演唱        | 芒卡推廣曲                         |
| 2023年1月      | 南波萬的聚會                | 郭文韜、齊思鈞、蒲熠星、何運晨、曹恩齊、唐九洲，石凱                                                                                      | 演唱        | 《名偵探學院》第六季主題曲         |
| 2023年12月     | 要做就做南波萬              | 火树、郭文韜、齊思鈞、蒲熠星、何運晨、曹恩齊、唐九洲，黄子弘凡，石凱                                                                      | 演唱 & 作词 | 《名偵探學院》第七季主題曲         |
| 2023年12月26日 | 跳进明天的旅程              | 火树/郭文韬/齐思钧/蒲熠星/何运晨/曹恩齐/黄子弘凡/石凯                                                                                     | 演唱        | 《跳进地理书的旅行》第二季主题曲   |

## 奖项
| 年份 | 獎項                                          |
| 2021 | 2020年度湖南广播电视台年度新人獎              |
| 2022 | 芒果TV 2021年度金芒藝人                       |
| 2022 | 微博視界大會．微光盛典年度新銳主持人          |
| 2023 | 湖南衛視、芒果超媒、芒果TV 2022年度金芒主持人 |
| 2024 | 2023年度金芒主持人                            |
| 2024 | 第九届中国网络视频学院榜年度主持人            |
| 2024 | 微博视界大会年度优秀主持人                    |
| 2025 | 2024年度金芒主持人                            |